# Xirivella
Xirivella (em valenciano e oficialmente) ou Chirivella (em castelhano) é um município da Espanha na província de Valência, Comunidade Valenciana. Tem 5,2 km² de área e em 2021 tinha 30 208 habitantes (densidade: 5 809,2 hab./km²).

## Demografia
| Variação demográfica do município entre 1991 e 2004 | Variação demográfica do município entre 1991 e 2004 | Variação demográfica do município entre 1991 e 2004 | Variação demográfica do município entre 1991 e 2004 |
| --------------------------------------------------- | --------------------------------------------------- | --------------------------------------------------- | --------------------------------------------------- |
| 1991                                                | 1996                                                | 2001                                                | 2004                                                |
| 26129                                               | 26478                                               | 26710                                               | 28515                                               |